# Gerland (Côte-d'Or)
Gerland é uma comuna francesa na região administrativa da Borgonha-Franco-Condado, no departamento de Côte-d'Or. Estende-se por uma área de 20,13 km². Em 2010 a comuna tinha 442 habitantes (densidade: 22 hab./km²).